# Новосибирский метрополитен
Новосиби́рский метрополите́н — скоростная внеуличная рельсовая (преимущественно подземная) общественная транспортная система на электрической тяге в Новосибирске. Является самым восточным метрополитеном в России. Открылся 7 января 1986 года. После запуска стал первым и единственным метрополитеном в Сибири, а также четвёртым в РСФСР и одиннадцатым в СССР.
На Ленинской линии между станциями «Речной вокзал» и «Студенческая» расположен самый длинный в мире метромост (2145 м), открытый в составе первой очереди Новосибирского метрополитена 7 января 1986 года.

## Описание
По длине эксплуатируемых линий занимает 155-е место в мире, одиннадцатое — среди метрополитенов бывшего СССР, пятое — в России. По числу станций Новосибирский метрополитен занимает 4-е место в России после метрополитенов Москвы, Санкт-Петербурга и Нижнего Новгорода.
Новосибирский метрополитен включает в себя 2 линии, 24 вестибюля, 32 эскалатора (на 7 станциях), 15 подстанций (понизительные и тяговые).
На 2008 год действовало 46 тоннельных вентиляционных агрегатов, 14 тепловых узлов и более 300 километров трубопроводов различного назначения. Имеется и одно эксплуатационно-ремонтное депо.
Протяжённость обеих линий — 15,9 километра. Интервалы движения поездов в 2019 году составляли от 3 до 13 минут в зависимости от линии и времени суток. Метрополитен работает с 5:45 до 24:00.

### Климатические особенности
По совокупности климатических условий Новосибирский метрополитен претендует на звание самого экстремального в мире, так как среднегодовая температура в месте его географического расположения может опускаться ниже нуля.

## История
В 1954 году при разработке градостроительного плана Новосибирска было разработано и предложено три различных варианта плана развития города, каждый из которых предполагал строительство метрополитена. По разным причинам, главным образом из-за введения в 1950-х годах новых нормативов по градостроительству, ни один из вариантов не был утверждён.
Вновь вопрос о проектировании подземного метрополитена был поставлен в 1962 году при разработке нового плана развития Новосибирска. Город, будучи крупным центром промышленности, культуры и науки, быстро рос, а 9 июля 1962 года в Новосибирске родился миллионный житель, что давало право на строительство метрополитена. В 1968 году городские власти поручают разработку проекта метрополитена институту «Новосибгражданпроект» (до этого «Новосибпроект»). В конце 1970 года разработка «Схемы развития городского транспорта Новосибирска до 2000 года» была завершена и 15 февраля следующего года её передали на рассмотрение и согласование вначале в городской, а затем в областной исполком. Согласно разработанной в институте схеме, Новосибирский метрополитен включал три линии общей протяжённостью 52 км с 36 станциями. В местах пересечения линий были запланированы четыре пересадочных узла. После того, как идея строительства метро в Новосибирске получила одобрение союзных министерств и ведомств, а также лично Л. И. Брежнева, в августе 1972 года приехавшего в Новосибирск, дальнейшая разработка проекта была передана институту «Бакметропроект» — филиалу «Метрогипротранса». В 1974 году был разработан новый вариант технико-экономического обоснования. 12 декабря 1978 года проект первой очереди метрополитена протяжённостью 13,1 км с одиннадцатью станциями был утверждён Советом Министров РСФСР, а в союзном Совете Министров — месяцем ранее.
Датой начала строительства считается 12 мая 1979 года, когда состоялся торжественный митинг (в районе будущей станции «Октябрьская»), посвящённый началу возведения метрополитена, в ходе которого была забита первая свая. С 1980 года начались работы по первому участку Дзержинской линии, включавшему две станции: «Вокзальная» (ныне «Площадь Гарина-Михайловского») и «Нарымская» (ныне «Сибирская»). В 1983 году за одну смену туннелепроходчики построили 3,86 метра тоннеля от «Спортивной» в сторону «Студенческой», установив рекорд того времени. В следующем году он был побит — было пройдено четыре метра за смену.
В конце января 1985 года монтажники мостоотряда № 38 завершили надвижку металлического строения метромоста через Обь. «Коробка» весом более шести тысяч тонн была установлена с ювелирной точностью. В середине марта рабочие треста «Сибстальконструкция» приступили к монтажу металлоконструкций галереи метромоста. Параллельно шли монтажные работы на метродепо в пойме реки Ельцовки. Осенью 1985 года полным ходом шли пусконаладочные и отделочные работы на всех станциях. 6 декабря 1985 года между станциями «Октябрьская» — «Площадь Ленина» — «Красный проспект» прошёл первый электропоезд, пассажирами которого стали делегаты городской партийной конференции. А дальше началась обкатка электропоездов в рабочем режиме. 28 декабря 1985 года Государственная комиссия подписала акт о приёмке первой очереди пускового комплекса новосибирского метро.
Спустя декаду после приёмки, 7 января 1986 года, метрополитен официально открывает свои двери для пассажиров. Весной 1986 года вследствие оттаивания грунта некоторые станции мелкого заложения (в частности, «Красный проспект», «Студенческая»), строившиеся в открытых котлованах, начали затапливаться пришедшими в движение подземными водами через разрывы гидроизоляции, появившиеся при обратной засыпке котлованов мёрзлым грунтом. Несмотря на уже выполненное благоустройство земной поверхности, котлованы таких станций были вновь раскопаны для ремонта поврежденной гидроизоляции. 31 декабря 1987 года в торжественной обстановке запущен первый участок Дзержинской линии из двух станций — «Сибирской» и «Площадь Гарина-Михайловского». 26 июля 1991 года принимается в эксплуатацию станция «Площадь Маркса», а 2 апреля 1992 года — станции «Гагаринская» и «Заельцовская». Следующая станция — «Маршала Покрышкина» — была введена в эксплуатацию только 28 декабря 2000 года, а вместе с ней был запущен в эксплуатацию и правый перегонный 1,58-километровый тоннель — до станции «Площадь Гарина-Михайловского».
Следующая же станция, «Берёзовая роща», появилась только ещё через 5 лет, к 25 июня 2005 года. 7 октября 2010 года открыли станцию «Золотая Нива», и 26 октября она была закрыта по решению суда на 30 суток в связи с конструкционными проблемами. Инициатива по закрытию станции принадлежала Ростехнадзору. Станция с самого начала была открыта в усечённом виде — с одним перегонным тоннелем, правым. Повторно станцию открыли только 9 февраля 2011 года. Второй перегонный тоннель между станциями «Берёзовая роща» и «Золотая Нива» начнут рыть только в случае продления Дзержинской линии. В преддверии Молодёжного чемпионата по хоккею 2023 года совместно с началом строительства нового Ледового дворца спорта вблизи недостроенной станции «Спортивная» было принято решение о её возведении. Она располагается на эстакаде метромоста между станциями «Студенческая» и «Речной вокзал» в левобережной части города и имеет береговые платформы с платформенными раздвижными дверьми. В августе 2019 года были начаты работа по расчистке площадки под станцию, а в декабре того же года было начато само строительство. Станцию планировали сдать в августе 2022 года совместно с новым ЛДС, однако впоследствии сроки были неоднократно сдвинуты.

## Архитектурно-художественный облик
Новосибирская организация Союза архитекторов СССР и исполнительный комитет городского совета народных депутатов объявляли открытый конкурс на проектные предложения по оформлению станций первой очереди. Объявленный конкурс, на оригинальный архитектурно-художественный облик станций, проходил с 1 марта по 31 мая 1980 года. Согласно условиям, для каждой станции оговаривалось соответствующее тематическое содержание.
В качестве отделочных материалов для оформления первых, построенных в 1985 году, станций применялись: гранит и мрамор, стекло, цветные цементы, художественная и облицовочная керамика. Для следующих станций применили Петенёвский мрамор (серо-кремовый) из Маслянинского района, а также минералы, добытые на Дальнем Востоке, в Сибири, на Урале, в Средней Азии и в Грузинской ССР.
На последних двух пущенных в Новосибирском метрополитене станциях («Берёзовая роща» и «Золотая Нива») строители применили современные материалы: алюминиевые панели, керамогранит, нержавеющую сталь, полимерные покрытия; алюминиевый сайдинг, металлопластиковые панели.

## Линии
В Новосибирском метрополитене действует линейная система движения поездов с одной пересадочной станцией. Метрополитен Новосибирска состоит из двух линий — Ленинской и Дзержинской. Они пересекают семь районов города, хотя разработанный перспективный проект развития метрополитена предусматривает покрытие девяти районов — всех, кроме Советского. В настоящее же время расположены станции весьма неравномерно. Наибольшая концентрация станций в центре города — 4 станции, в Октябрьском, Заельцовском и Ленинском, — по 2 станции, а в Дзержинском и Железнодорожном расположено по 1 станции, также в Кировском строится одна станция метро. Ещё одна станция («Золотая Нива») одновременно находится в Дзержинском и Октябрьском районах. Единственный надземный участок Ленинской линии — Новосибирский метромост через реку Обь и эстакада. Ежесуточно по Ленинской линии проходят 482 поезда, а по Дзержинской — 344.
| №      | Название    | Конечные станции                            | Введена в строй | Последняя станция открыта | Количество станций | Длина (км) | Среднее расстояние между станциями, км | Средняя глубина станций, м | Время поездки |
| ------ | ----------- | ------------------------------------------- | --------------- | ------------------------- | ------------------ | ---------- | -------------------------------------- | -------------------------- | ------------- |
|        | Ленинская   | Площадь Маркса — Заельцовская               | 7 января 1986   | 2 апреля 1992             | 8                  | 10,5       | 1,5                                    | 7,375                      | 15 мин.       |
|        | Дзержинская | Площадь Гарина-Михайловского — Золотая Нива | 31 декабря 1987 | 9 февраля 2011            | 5                  | 5,4        | 1,35                                   | 12                         | 8 мин.        |
| Всего: | Всего:      | Всего:                                      | Всего:          | Всего:                    | 13                 | 15,9       | 1,425                                  | 9,6875                     |               |

На обеих линиях при движении поездов по первому пути станции объявляются женским голосом, а при движении по второму — мужским (до 2012 года на Дзержинской линии было наоборот). Аналогичным образом звучат предупреждения о прибытии поездов на станции. Голоса принадлежат Раисе Томилиной и Сергею Рябову, двум дикторам из ГТРК «Новосибирск», которых специально приглашали в собственную мини-студию метрополитена для записи информационных сообщений.

## Станции
По состоянию на декабрь 2020 года Новосибирский метрополитен насчитывает 13 действующих станций. Они организованы в две линии, пересекающиеся в пересадочном узле, образованном станциями «Красный Проспект» и «Сибирская». Все станции расположены на территории города: «Студенческая» и «Площадь Маркса» — в левобережной части города, а остальные — на правом берегу. Из сданных в 1985 году главной является «Площадь Ленина». Бо́льшая часть станций — подземные мелкого заложения, только станция «Речной вокзал» — наземно-подземная; глубокие станции отсутствуют. Станции Новосибирского метро по конструкции подразделяются на:
- Односводчатые станции мелкого заложения, с островной платформой: «Площадь Маркса», «Площадь Ленина», «Заельцовская» и «Берёзовая роща»;
- Колонные трёхпролётные станции мелкого заложения: «Студенческая», «Октябрьская», «Гагаринская», «Красный проспект», «Площадь Гарина-Михайловского», «Маршала Покрышкина» и «Сибирская».
  - «Речной вокзал» имеет боковые платформы и пути по центру.
- Последняя открытая станция в метрополитене, «Золотая Нива», является колонной двухпролётной станцией мелкого заложения[35][36][37][38].
- Станция новосибирского метрополитена «Спортивная» может открыться в ближайшей перспективе, сообщил губернатор Андрей Травников.

В первоначальных планах авторы проекта предлагали построить станции под шестивагонные составы — с платформами длиной 120 метров. И у этой идеи нашлись сторонники, в том числе в союзных и республиканских органах власти. Но затем было решено уменьшить протяжённость — по финансовым соображениям. В конечном итоге решили вначале запустить четырёхвагонные составы, а длину платформ сделать под пять вагонов, чтобы в дальнейшем перейти на метропоезда с увеличенным количеством вагонов. Так длина всех станций стала 102 метра, а длина посадочных платформ — 100 метров (5 вагонов) — это стандарт де-факто, действующий ещё с момента строительства метрополитена. Ширина платформы — 10 м.
Платформы снабжены громкой связью, по которой осуществляются объявления (о случающемся следовании поезда без остановки, отсутствии посадки на прибывающий поезд, о возможных технических проблемах на линиях метро и пр.). Практически на всех станциях характерный звуковой сигнал извещает пассажиров о скором прибытии очередного поезда. На отрезках эскалаторного транспорта, а также на межстанционных переходах со сравнительно высокими пассажиропотоками звучат сообщения рекламного характера и напоминания о правилах пользования метрополитеном.
Спуск на подземные станции метрополитена и подъём на надземные осуществляется при помощи эскалаторов и лестничных маршей. В большинстве случаев эскалаторы двух- или трёхленточные. Эскалаторами оборудованы семь станций, а всего в ведении метрополитена находится 32 эскалатора.
Все подземные станции имеют как наземные, так и подземные вестибюли, часто совмещёнными с подуличными пешеходными переходами. Наземные вестибюли могут как представлять собой отдельные здания, так и быть встроенными в другие дома, или объединёнными с ними (например, вокзалы). Подземные вестибюли часто имеют выход на поверхность в виде лестничных пролётов, вырезанных посреди улицы, которые иногда закрываются остеклёнными павильонами. Один из вестибюлей станции «Красный проспект» также играет роль перехода с одной станции на другую.

### Эскалаторы
В Новосибирском метрополитене в 2013 году действовало 32 эскалатора. Они были расположены на семи станциях и имели марку ЭТ-5М и Е25Т («Золотая Нива»):
- «Речной вокзал» — 8,
- «Октябрьская» — 3,
- «Площадь Ленина» — 6,
- «Площадь Гарина-Михайловского» — 3,
- «Сибирская» — 6 (самый длинный: 150 ступеней, 30 метров),
- «Золотая Нива» — 3,
- «Заельцовская» — 3.

Самый короткий эскалатор имеет 75 ступеней.

### Статистика
- Самая глубокая станция — «Сибирская» (16 метров)[41]
- Самый длинный перегон — «Студенческая» — «Речной вокзал» (2967 метров[42], из которых 2 145 метров перегона — метромост и эстакада)
- Самый короткий перегон — «Гагаринская» — «Заельцовская» (927 метров)[42]
- Самый длинный эскалатор — 150 ступеней, длина ленты — 30 метров («Сибирская»)[4].
- Самые старые из действующих эскалаторов расположены на двух станциях первого пускового участка Ленинской линии: «Речной вокзал» и «Октябрьская». Они были пущены в эксплуатацию в конце 1985 года[4].
- Самый новый эскалатор расположен на станции «Золотая Нива». Он был запущен в 2012 году[4].

### Интеграция с наземным транспортом
Все станции являются пересадочными узлами с наземным транспортом, в том числе: с троллейбусами, автобусами и маршрутными такси — все станции; с трамваями — четыре станции («Речной Вокзал», «Площадь Маркса», «Заельцовская», «Сибирская»), ещё у трёх («Красный Проспект», «Площадь Ленина», «Студенческая») трамвайные остановки расположены на параллельных улицах в 200—300 метрах от выходов из метро; три станции («Гагаринская», «Площадь Гарина-Михайловского», «Речной вокзал») являются пересадочными узлами с метрополитена на пригородные поезда. Итого с пятью видами наземного транспорта связана одна станция — «Речной вокзал», с четырьмя — четыре станции («Заельцовская», «Гагаринская», «Площадь Гарина-Михайловского», «Площадь Маркса»), с тремя — восемь станций. В Новосибирске нет станций-сирот, с которых нельзя пересесть ни на один маршрут наземного транспорта, но есть станции, не образующие эффективных пересадочных узлов. Это станции «Маршала Покрышкина», «Студенческая», «Октябрьская». Эти станции размещены на прямолинейных участках улиц в удалении от площадей и перекрёстков. Маршруты наземного транспорта, следующие мимо этих станций, как правило, не выполняют функцию подвоза пассажиров до метро. Несколько автобусных маршрутов в Новосибирске проходят параллельно линиям метро на протяжении двух и более станций, что приводит к его серьёзному дублированию (см. таблицу).
| маршрут автобуса | Дублируемый участок метро                       |                                                                                   |
| ---------------- | ----------------------------------------------- | --------------------------------------------------------------------------------- |
| 5, 13            | «Заельцовская» — «Речной вокзал»                | 5 автобус полностью дублирует указанный участок, 13 — кроме станции «Октябрьская» |
| 18               | «Берёзовая Роща» — «Октябрьская»                |                                                                                   |
| 28               | «Заельцовская» — «Площадь Маркса»               | кроме станции Октябрьская                                                         |
| 79, 96           | «Площадь Гарина-Михайловского» — «Золотая Нива» |                                                                                   |
| 95               | «Заельцовская» — «Красный проспект»             |                                                                                   |
| 97, 98           | Заельцовская — «Октябрьская»                    |                                                                                   |

## Новосибирский метромост
Новосибирский метромост через Обь, длина которого вместе с береговыми эстакадами составляет 2145 метров (из них 968 метров — русловая часть). Является самым длинным метромостом в мире.
Строительство моста было продиктовано серьёзной транспортной проблемой Новосибирска, заключающейся в связи левого и правого берегов Оби. Изначально рассматривалось два варианта — подводный тоннель, либо метромост. Также предлагался и третий — протянуть метро по второму ярусу существующего Коммунального моста, но резко против этого проекта выступили авторы и проектировщики этого моста.
Предпочтение было отдано строительству мостового перехода, поскольку этот проект оказался более дешёвым. Проект метромоста был разработан ленинградскими специалистами из Ленгипротрансмоста (ныне ОАО «Трансмост») в 1978 году. Сооружение моста продолжалось ровно пять лет — с февраля 1980 года по февраль 1985 года.
Новосибирский метромост состоит из трёх частей: небольшой галереи, соединяющей мостовой переход с надземной частью станции «Речной вокзал», собственно мостового перехода, серой железобетонной коробки, и зелёного короба-галереи от моста до обрыва в районе улицы Горской. Опоры моста имеют V-образный вид.
Обе галереи имеют остекление. В железобетонной коробке ранее также существовали окна-иллюминаторы, однако в середине 1990-х годов они были «прикрыты» защитными створками из-за сильного заноса моста снегом зимой и раздражения глаз машиниста и пассажиров от мелькания дневного света.
В октябре 2020 года было заявлено о предстоящем ремонте стёкол и рам, который закончили в ноябре 2022 года.

## Пользование метрополитеном

### График работы
- Новосибирский метрополитен открыт для пассажиров с 05:45 до 00:25. На некоторых станциях с двумя вестибюлями только один открыт всё время, остальные же работают по сокращённому графику[47].
- По некоторым праздникам (Новый год, Рождество, Пасха, День города и т. п.) часто принимается решение о продлении времени работы метрополитена (как правило, до 01:00[48] или 01:30[49]).
- По состоянию на сентябрь 2021 года, интервалы между поездами составляли: от 2.5—3,5 минут в часы пик, до 5 минут днём[50]. После 23:00 интервалы составляют до 15 минут[51][нет в источнике].
- График движения поездов выполняется на 99,97 %[4].

### Правила
Правила утверждены постановлением Правительства Новосибирской области от 17.09.2019 № 374-п Их общий перечень приведён на Официальном сайте Новосибирского метрополитена Архивная копия от 1 декабря 2021 на Wayback Machine. Нарушение правил влечёт ответственность в соответствии с законодательством.

### Доступность метро для инвалидов
Ни одна из станций Новосибирского метрополитена не оборудована лифтами. Единственная станция, проект которой предусматривал размещение в одном из вестибюлей лифта для инвалидов — это станция «Золотая Нива». Что касается всех последующих станций, то перспективные станции Новосибирской подземки планируется оборудовать лифтами на стадии проектирования. Для старых станций проектировщиками рассматриваются вариант с размещением лифта у входа на станцию.
На сегодняшний день к услугам инвалидов предлагается предварительно заказываемый мобильный гусеничный лестничный подъёмник, имеющий грузоподъёмность до 130 кг. В дальнейшем инвалидные коляски к метропоездам будут доставлять мини-электрокары.

## Оплата проезда

### Стоимость проезда
Стоимость разового проезда по жетону, по «Единой транспортной карте» и при оплате бесконтактной банковской картой составляет 40 рублей; по «Дисконтной социальной карте», «Карте школьника» и «Карте студента» (тариф «Экономный») — 20 рублей.
Стоимость проезда:
- на январь 2018 года — 20 рублей 27 копеек[56].
- на октябрь 2020 года — 25 рублей[57].
- на декабрь 2021 года — 27 рублей[58]
- на декабрь 2022 года — 30 рублей[2].
- на декабрь 2023 года — 35 рублей[2].
- на январь 2024 года — 40 рублей

Затраты на перевозку одного пассажира в 2023 году — 28,81 рублей, что ниже стоимости проезда в 2023 году. Это один из немногих метрополитенов мира, в котором себестоимость проезда ниже стоимости проезда. C 2013 года в метрополитене существует способ оплаты с помощью сервиса «Мобильный билет», который работает на основе технологии NFC.

### Турникеты и оплата проезда
Турникеты, находящиеся на входе и выходе станций Новосибирского метрополитена, установлены типовые модели АКП-73 и АКП-73М разработанная ОЭМЗ московского метрополитена (АКП — автоматические контрольные пункты). Проходить на станцию через АКП нужно, когда загорается зелёный индикатор. После чего через 5 секунд вновь загорается красный индикатор. Турникетом можно пользоваться при помощи жетонов и банковских, транспортных карт.
Оплатить проезд можно несколькими способами:
- Жетоном на одну поездку. Металлический жетон медного цвета приобретается либо в кассе, либо в специальном автомате по их продаже (АПЖ). Для прохода необходимо опустить жетон в специальное отверстие и дождаться появления зелёного света на индикаторе[60].
- Транспортной картой. Используется система «Электронный проездной — Новосибирск»[61], которая охватывает весь пассажирский транспорт города. В рамках системы действуют четыре типа карт: «Единая транспортная карта»[62], «Студенческая карта»[63], «Карта школьника»[64] и «Социальная карта»[65].
- Бесконтактными банковскими картами с технологиями MasterCard PayPass и Visa PayWave[66]. Для оплаты необходимо приложить карту к валидатору турникета с логотипами Visa и MasterCard, дождаться загорания зелёного индикатора на валидаторе и звукового сигнала, затем (при наличии денег на карте) должна отобразиться зелёная стрелка. В этом случае проход свободен. Стоимость проезда по банковским картам 30 рублей.
- При помощи QR-кода приложения или привязанного к лицевому счёту ключа (устройство с чипом NFC для совершения бесконтактных оплат: платёжные карты любых банков, транспортные карты, умные часы, специальные браслеты и брелоки) системы Multipass[67]. Валидаторы расположены у тех турникетов, которые расположены ближе всего к будке контролёра[68].
- Биометрией. (Технология, позволяющая оплатить проезд взглядом в камеру.)

### Тарифы
С самого момента своего открытия для пассажиров проезд, как и во всех метрополитенах СССР, оплачивался при помощи монет. Для того, чтобы пройти на станцию, пассажиру необходимо было опустить в монетоприёмник турникета 5 копеек. Кассиры осуществляли размен купюр, а установленные в вестибюлях разменные автоматы — разменивали монеты. Этот тариф просуществовал почти пять лет, до 2 апреля 1991 года, когда стоимость проезда выросла сразу в три раза и часть турникетов была переделана на приём 15-тикопеечной монеты, а часть — на приём трёх пятаков.
С начала 1992 года турникеты перестали принимать монеты. Новым средством оплаты стал металлический жетон из медно-никелевого сплава (белого цвета). С этого времени отпала необходимость перестраивать турникеты при смене тарифа, просто жетоны начинали продавать по новой цене. В 1993 году белые жетоны поменяли на стальные жетоны медного цвета, действующие и сейчас.
В 1996 году для проезда в метро вводятся контактные электронные расчётные карты (ЭРК). При любом количестве поездок каждая обходилась на 10 % дешевле. Приём карт осуществлялся во всех вестибюлях станций и только двумя турникетами (с изменёнными лицевыми панелями). Причём турникеты для карт расположили ближе всего к кабине контролёра. Остаток денежных средств на карте можно было проверить на специальных устройствах, созданных в корпусах разменных автоматов.
С 1 октября 1999 года в обращение вводятся электронные карты нового типа, многоразовые. Новая расчётная карта была многоразовой — на микрочипе содержалась информация о количестве поездок. Продажа таких карт и пополнение производились кассиром. Стоимость составляла 50 рублей, а скидка при поездках — от 10 % до 15 %. Основным её недостатком являлось временное ограничение на поездки: 10 поездок были действительны месяц, 20 — два, а 50 поездок были действительны на протяжении 3-х месяцев. В дальнейшем это ограничение было снято.
С 1 января 2011 года в Новосибирском метрополитене были установлены следующие тарифы на проезд: стоимость жетона или провоза одного места багажа — 15 рублей (по Единой транспортной карте — 14 рублей, а по «Студенческой карте» или «Карте школьника» — 7 рублей 50 копеек). В 2013 году с 1 февраля до 18 рублей повысилась стоимость жетона в метро В этом же году метрополитен планировал полностью перейти на карточки, а жетоны в качестве средства оплаты должны были быть выведены из оборота, однако этого не произошло.
В марте 2016 года оплата проезда стала осуществляться и по банковским картам систем MasterCard PayPass и Visa PayWave.
Стоимость проезда в Новосибирском метрополитене менялась следующим образом:
| Тариф за одну поездку   | Дата введения |
| ----------------------- | ------------- |
| 5 копеек                | 28.12.1985    |
| 15 копеек               | 02.04.1991    |
| 400 рублей              | 23.01.1995    |
| 800 рублей              | 01.10.1995    |
| 1000 рублей             | 05.04.1996    |
| 1200 рублей             | 19.08.1996    |
| 1500 рублей             | 01.02.1997    |
| 1,5 рубля (деноминация) | 01.01.1998    |
| 2 рубля                 | 21.07.1998    |

| Тариф за одну поездку | Дата введения |
| --------------------- | ------------- |
| 3 рубля               | 17.05.2000    |
| 4 рубля               | 28.11.2000    |
| 5 рублей              | 10.01.2002    |
| 6 рублей              | 06.01.2003    |
| 8 рублей              | 02.08.2004    |
| 10 рублей             | 17.01.2006    |
| 11 рублей             | 01.02.2007    |
| 12 рублей             | 15.03.2008    |

| Тариф за одну поездку | Дата введения |
| --------------------- | ------------- |
| 14 рублей             | 08.06.2009    |
| 15 рублей             | 01.01.2011    |
| 18 рублей             | 01.02.2013    |
| 20 рублей             | 25.02.2015    |
| 22 рубля              | 01.12.2018    |
| 25 рублей             | 08.12.2019    |
| 26 рублей             | 15.12.2020    |
| 27 рублей             | 15.12.2021    |
| 30 рублей             | 23.12.2022    |
| 35 рублей             | 23.12.2023    |
| 40 рублей             | 23.12.2024    |

## Пассажиропоток и статистика

### Пассажиропоток
Новосибирский метрополитен является третьим по загруженности в России, перевозя в среднем более 80 млн пассажиров в год. Всего же за годы своей работы подземка перевезла уже более 2 миллиардов пассажиров — 27 февраля 2012 года её работники встречали двухмиллиардного пассажира.
Пассажиропоток Новосибирского метрополитена — один из самых высоких в России. По количеству пассажиров, перевозимых в год, он стабильно занимает третье место в России и уступает только двум метрополитенам: Московскому и Петербургскому. В первый день работы, 7 января 1986 года метрополитен перевёз 39 тысяч пассажиров, а 12 января 1986 года — свой первый миллион. Доля метрополитена в перевозке пассажиров городским общественным (включая автобусы, не принадлежащие муниципалитету) транспортом составляет 29 %; в перевозке пассажиром городским муниципальным транспортом в 2015 году, 46,7 %.
Динамика перевозки пассажиров в метрополитене за первые 30 лет работы:
| Год  | Перевезено пассажиров, млн чел. | Среднесуточная перевозка, тыс. чел. |
| ---- | ------------------------------- | ----------------------------------- |
| 1986 | 42,9                            | 117,5                               |
| 1987 | 45,6                            | 124,9                               |
| 1988 | 64,2                            | 175,4                               |
| 1989 | 68,3                            | 187,1                               |
| 1990 | 74,1                            | 203,0                               |
| 1991 | 69,9                            | 190,7                               |
| 1992 | 91,9                            | 251,1                               |
| 1993 | 117,5                           | 321,9                               |
| 1994 | 110,4                           | 302,5                               |
| 1995 | 111,6                           | 305,8                               |
| 1996 | 97,3                            | 265,8                               |
| 1997 | 83,7                            | 229,3                               |
| 1998 | 75,6                            | 207,1                               |
| 1999 | 70,6                            | 193,4                               |
| 2000 | 76,0                            | 207,7                               |
| 2001 | 78,0                            | 213,7                               |
| 2002 | 74,9                            | 204,9                               |
| 2003 | 74,9                            | 204,9                               |
| 2004 | 70,8                            | 194,4                               |
| 2005 | 61,8                            | 169,3                               |
| 2006 | 66,9                            | 190,7                               |
| 2007 | 69,6                            | 190,7                               |
| 2008 | 77,5                            | 211,8                               |
| 2009 | 69,9                            | 191,5                               |
| 2010 | 73,9                            | 202,4                               |
| 2011 | 75,6                            | 207,1                               |
| 2012 | 82,5                            | 224,0                               |
| 2013 | 88,8                            | 243,3                               |
| 2014 | 87,7                            | 240,3                               |
| 2015 | 80,7                            | 221,0                               |
| 2016 | 79,0                            | 216,0                               |
| 2017 | 80.3                            | 220.0                               |
| 2018 | 83.1                            | 227.7                               |
| 2019 | 84.5                            | 231.5                               |
| 2020 | 58.1                            | 159.2                               |
| 2021 | 75.3                            | 206.2                               |
| 2022 | 77.3                            | 211.8                               |
| 2023 | 84.5                            | 231.5                               |

Количество пассажиров в метро напрямую зависит от времени суток. Наибольший пассажиропоток наблюдается в утренний и вечерний часы пик — с 07:40 до 08:50 и с 17:00 до 19:00. Наименьший пассажиропоток — с 06:00 до 07:00 и с 23:00 до 00:00. В выходные дни пассажиров в метрополитене почти в два раза меньше, чем в будни. По данным 2013 года, наибольший среднесуточный пассажиропоток был отмечен в октябре — 267,0 тыс. человек. Максимальная же суточная перевозка 2013 года была зафиксирована 6 декабря — 338,6 тыс. человек.
Статистика среднесуточного пассажиропотока по станциям в 2019 и 2020 годах:
| Станция                      | Среднесуточная перевозка, тыс. пассажиров в 2019 году | Среднесуточная перевозка, тыс. пассажиров в 2020 году |
| ---------------------------- | ----------------------------------------------------- | ----------------------------------------------------- |
| Площадь Маркса               | 43.3                                                  | 30.9                                                  |
| Заельцовская                 | 28.9                                                  | 19.9                                                  |
| Площадь Ленина               | 28.1                                                  | 18.3                                                  |
| Речной Вокзал                | 23.0                                                  | 15.7                                                  |
| Красный проспект — Сибирская | 20.8                                                  | 13.5                                                  |
| Студенческая                 | 17.0                                                  | 11.6                                                  |
| Октябрьская                  | 13.5                                                  | 9.5                                                   |
| Золотая Нива                 | 14.1                                                  | 9.9                                                   |
| Гагаринская                  | 12.0                                                  | 8.1                                                   |
| Площадь Гарина-Михайловского | 10.3                                                  | 7.2                                                   |
| Берёзовая роща               | 11.2                                                  | 8.6                                                   |
| Маршала Покрышкина           | 9,4                                                   | 8,8                                                   |

С момента открытия и по 1993 год пассажиропоток в Новосибирском метрополитене постоянно рос, достигнув отметки в 117,5 млн человек. Однако затем наметилось системное снижение количества пассажиров — к 2005 году пассажиропоток упал почти в два раза (до 61,8 млн человек). После этого начался постепенный рост пассажиропотока, связанный с вводом новых станций и хроническими дорожными заторами, особенно на мостах. К 2013 году он составил 88,8 млн человек, но затем опять пошло снижение впервые с 2009 года — по итогам 2015 года до 80,7 млн.
Во время пандемии пассажиропоток упал с 84 млн пассажиров в 2019 году до 54 млн пассажиров в 2020 году. В 2021 году пассажиропоток составил 75,3 млн пассажиров.

### Показатели работы
В 2013 году в Новосибирском метрополитене:
- Количество перевезённых пассажиров, тыс. пассажиров — 88 795.
в том числе оплативших проезд, тыс. пассажиров — 88 221.
- Среднесуточная перевозка, тыс. пассажиров — 243,3.
- Среднесуточная перевозка в месяц максимальных перевозок (октябрь), тыс. пассажиров — 267,0.
- Суточная перевозка в день максимальной перевозки (6 декабря), тыс. пассажиров — 338,6.
- Среднесуточная перевозка по станциям:

1. с максимальным пассажиропотоком (Площадь Маркса), тыс. пассажиров — 47,3.
2. с минимальным пассажиропотоком (Маршала Покрышкина), тыс. пассажиров — 9,3.

- Выполнение графика движения поездов, % — 99,97.
- Общая среднесписочная численность работников — 1582.
- Удельный вес перевозки пассажиров от общегородских муниципальных, % — 46,7.

В 2020 году было перевезено 58117,2 тыс. пассажиров. По данным за 2021 год, перевозка пассажиров составила 75273,1 тыс. человек.

## Безопасность
На станции «Красный проспект» есть полный комплекс, предназначенный для досмотра пассажиров и багажа. Имеются рентгеновские интроскопы и сканеры «Homo Scan», которые позволяют за пять секунд провести полный досмотр пассажира. Вход в большинство вестибюлей станций контролируют не только рамки металлоискателей для выборочного досмотра пассажиров, но и также приборы по обнаружению взрывчатых, химических и радиоактивных веществ. Кроме того, в наличии у метрополитена имеются специальные нанокомплексы (ДВИН-1) по обнаружению наркотических и скрытых в багаже веществ, установки по поиску взрывчатки и холодного оружия.
Помимо этого, каждый входной турникет снабжён средствами радиационного контроля, блокирующими проход в случае обнаружения радиоактивных веществ. Вся информация об обстановке стекается в единый диспетчерский центр. Последний снабжён всеми необходимыми дополнительными серверами, источниками бесперебойного питания, видеомониторами. В диспетчерском центре информация обрабатывается дежурными операторами, которые координируют действия охранные службы. Пока что система работает на половине станций. Дооснастить остальные комплексной системой безопасности планируется в течение 2012—2013 годов. С 2010 года по 2012 год в Новосибирском метро велась работа по осуществлению программы безопасности. В 2013 году метрополитен получил на выполнение утверждённой «Комплексной программы обеспечения безопасности» от правительства России 152,1 млн рублей. На эти средства планируется установка интеллектуальной системы видеонаблюдения, систем радиационного контроля и подавления радиолиний управления взрывными устройствами, а также портативных анализаторов паров взрывчатых веществ. Кроме того, должны поставить специальное оборудование для выборочного досмотра пассажиров.
- В марте 2019 года система интеллектуального видеонаблюдения в пилотном режиме введена на станциях метро «Площадь Маркса» и «Речной вокзал»[98].

В метрополитене ведется активная работа по информированию граждан с целью повысить безопасность их проезда. С этой целью ежедневно в течение поездки каждый пассажир слышит следующую информацию:
на эскалаторе:
- что нарушения правил пользования эскалатором являются основной причиной травмирования пассажиров с озвучиванием далее основных правил

на платформе:
- что нарушения правил пользования эскалатором являются основной причиной травмирования пассажиров
- непосредственно перед прибытием поезда на путь, противоположный ожидаемому — о необходимости быть осторожными и не забывать свои вещи
- непосредственно перед прибытием поезда на путь ожидания — о необходимости быть осторожными и не забывать свои вещи
- о необходимости сообщать персоналу станций факты падения людей и предметов на пути

в вагоне (при отправлении со всех станций, кроме станции «Речной вокзал», после озвучивания названия следующей станции и привлечения внимания фразой «уважаемые пассажиры!»):
- что о замеченных правонарушениях необходимо сообщать в полицию
- что при признаках неисправности вагона необходимо сообщить машинисту по связи «пассажир-машинист»
- что при выходе из вагона необходимо не забывать свои вещи
- что при обнаружении чужих вещей, оставленных без присмотра, необходимо сообщить работнику полиции или любому сотруднику метрополитена
- что во время поездки необходимо держаться за поручни и не прислоняться к раздвижным дверям

### Метрополитен как защитное сооружение гражданской обороны
В отличие от Московского метрополитена, Новосибирский по нормативам не соответствует убежищу или противорадиационному укрытию Гражданской обороны — несмотря на наличие защитных затворов на 10 станциях, фильтровентиляционный комплекс и дизельная электростанция между станциями «Площадь Ленина» и «Октябрьская» не были достроены. Соответственно, подача очищенного воздуха на станции Новосибирского метрополитена невозможна. Метрополитен не входит в план эвакуации города Новосибирска. Об этом заявил начальник Управления гражданской защиты ГУ МЧС России по Новосибирской области на пресс-конференции, посвящённой 80-летнему юбилею Гражданской обороны. Тем не менее, территория с частично построенной дизельной станцией находится в муниципальной собственности, что позволяет достроить Новосибирский метрополитен как убежище.

### Видеонаблюдение
Первые системы видеонаблюдения в метро Новосибирска были впервые смонтированы в 1995—1996 годах, однако они были децентрализованы и не охватывали все доступные пассажирам помещения.
28 декабря 2007 года началась реализация проекта «Системы видеонаблюдения на станциях Новосибирского метрополитена и передачи видеоинформации в ситуационный центр». Проект был разработан как часть федеральной программы антитеррористической защищённости объектов метрополитена. Целью этой программы является обеспечение безопасности пассажиров и повышение эффективности мероприятий, предупреждающих возможные аварии и террористические акты, а также усиление охраны общественного порядка.
Основная часть системы — видеокамеры, их информацию обрабатывает различное регистрационное и технологическое оборудование. Таким образом, есть возможность работать с видеоинформацией в постоянном режиме. Все данные с камер аккумулируются в ситуационном центре в дежурной части отдела полиции по охране метрополитена. Специалисты в режиме реального времени видят обстановку во всех помещениях метрополитена и могут оперативно реагировать на возникновение нештатных ситуаций.
Проект начался с оснащения помещений пяти станций: «Площадь Маркса», «Речной вокзал», «Площадь Ленина», «Красный проспект» и «Заельцовская». Он показал свою эффективность, и в 2008 году система видеонаблюдения в новосибирском метрополитене была установлена на всех остальных станциях.

### СЗИОНТ
МЧС установило систему СЗИОНТ (система защиты, информирования и оповещения населения на транспорте). Система включает терминалы для связи с операторами МЧС, имеет связь с всероссийской системой оповещения населения, а также оборудована датчиками на наличие радиации и химических веществ.

### ОКСИОН
Имеется и совместный с МЧС и МВД диспетчерский центр «ОКСИОН» (общероссийская комплексная система информирования и оповещения населения). Система представляет собой комплекс, включающий информационные мониторы, а также кнопки экстренного вызова специальных служб. На мониторы поступает информация о поведении людей в тех или иных экстренных случаях. Комплексы имеются на 9 станциях — как на Ленинской, так и на Дзержинской линиях. Мониторы на 2021 год отключены.

## Эксплуатирующие, проектные и строительные организации
Метрополитен — муниципальное предприятие, находится в собственности Новосибирска. Его эксплуатацию осуществляет МУП «Новосибирский метрополитен» (полное название — Муниципальное унитарное предприятие города Новосибирска «Новосибирский метрополитен»). Численность организации — 1578 человек. Начальником метрополитена с апреля 2017 года является Аркадий Чмыхайло. Предприятие подчинено Департаменту транспорта и дорожно-благоустроительного комплекса мэрии города Новосибирска.
МУП «Новосибирский метрополитен» — исключительно эксплуатирующая организация, она участвует в создании документов и планировании новых объектов, но строительством и финансированием новых линий она не занимается. В пассажирском тарифе инвестиционной составляющей нет (присутствует только составляющая на реконструкцию и модернизацию), поэтому новое строительство ведётся только из казны (городского, областного и в случае помощи федерального бюджета).
С недавнего времени метрополитен освобождён депутатами от налога на часть имущества. Остаточная стоимость имущественного комплекса МУП — 9,8 млрд рублей.

### Заказчик строительства
Размещением заказов и координацией работ по сооружению занимается также специализированная эксплуатирующая организация — МУП «УЗСПТС» (Управление заказчика по строительству подземных транспортных сооружений; с 7 декабря 1993 года является преемником «Дирекции строящегося Новосибирского метрополитена». Тогда она по постановлению мэра была преобразована в «УЗСПТС», а в 2001 году в одноимённое МУП). В настоящее время эта организация полностью независима от метрополитена и подчинена 1-му заместителю мэра города, который в декабре 2010 года поменял её руководителя — Николая Бен-Хировича Хвана на Александра Викторовича Мысика. Хван руководил организацией с 17 февраля 2003 года.

### Проектировщики и застройщики
Проектированием же и строительством подземных транспортных сооружений (станций и тоннелей) занимаются другие специализированные организации: Новосибметропроект и Новосибметрострой (первый спроектировал, а второй — построил большинство тоннелей и станций в подземке до середины 2000-х годов), красноярский Бамтоннельстрой (строил «Берёзовую рощу» и один из её тоннелей), ЗАО «ФСК» (основной подрядчик на «Золотой Ниве»).

### Уборка станций и тоннелей
Уборка станций до недавнего времени производилась Новосибирским метрополитеном собственными силами. Но с 2007 года подобные работы производят (на конкурсной основе) клининговые компании.
Мойку тоннелей проводит один раз в квартал специально формируемый поливомоечный поезд. Он состоит из железнодорожного вагона-цистерны, которая имеет по всему своему корпусу сопла. Эту цистерну тянут одновременно 3 мотодрезины, одна в голове и две в хвосте поезда. Таким образом производится мытьё каждого участка (около 5 км) на два раза, при выключенном в тоннелях освещении. Путевой бетон в пределах станции поезд не моет. Скорость движения при этом — от 5 до 10 км/ч. Объём цистерны составляет 26 м³. Этого хватает, чтобы вымыть 3 перегона по одной стороне. Заправка водой осуществляется в депо и на станциях.
Также путевой бетон в тоннеле и на станции моют вручную, пожарными шлангами из тоннельного водопровода.

## Электродепо
Обе линии Новосибирского метрополитена в настоящее время обслуживаются одним электродепо — ТЧ-1 «Ельцовское», открытым 7 января 1986 года. Его парк состоит из вагонов типов 81-717/714 и 81-540.2Н/541.2Н. В перспективе предусмотрена закупка вагонов 81-725/726/727 Петербургского метрополитена.
Депо расположено в Заельцовском районе города, по нечётной стороне улицы Нарымской, в овраге 1-й Ельцовки. Метродепо выполняет и обслуживание, и ремонт вагонов (в объёме до КР-1). На территории появилась собственная ремонтная база, которая позволяет выполнять капитальный ремонт вагонов собственными силами и без отправки на заводы Москвы или Санкт-Петербурга. Капитальный ремонт одного вагона при этом обходится дешевле на 20 %, чем с отправкой на Московский электромеханический завод. Также здесь планируют ремонтировать эскалаторы.
В будущем запланирован запуск ещё одного депо на Дзержинской линии — ТЧ-2 «Волочаевское». Территориально будет расположено в Октябрьском районе города, около пересечения Гусинобродского шоссе с улицей Волочаевской. В перспективе также ТЧ-3 «Усть-Камышенское» и ТЧ-4 «Кировское» для обслуживания Первомайской линий и Кировской линий.

## Подвижной состав

### Пассажирский подвижной состав
Новосибирский метрополитен использует ту же ширину колеи, что и обычные железные дороги в России — 1520 мм. Для подачи тока используется третий (контактный) рельс, на который подаётся напряжение 825 В постоянного тока. Средняя эксплуатационная скорость поездов — 40 км/ч. Движением поездов посредством компьютерного интерфейса управляет установленная «Система автоматического управления поездами», разработанная и выпущенная ИАиЭ СО РАН. Система не только направляет состав, но и подсказывает диспетчеру, как поступить в случае ошибки.
В первоначальных планах авторы проекта предлагали построить станции с платформами протяжённостью 120 метров — под длину шестивагонного состава. И у этой идеи нашлись сторонники, в том числе в Госстрое СССР и других союзных и республиканских органах. Однако это предложение было отвергнуто, по экономическим причинам. В итоге станции метрополитена были построены под длину пятивагонного поезда. Ещё было решено вначале запустить по линии четырёхвагонные составы, а уже в перспективе перейти на пятивагонные электропоезда. Пятые вагоны планировалось запустить на линии в течение 2014—2015 гг. В новых планах их запустить в течение 2022 года. Первоначально планировалось, что для формирования пятивагонных составов будут переданы б/у вагоны из Московского метрополитена, однако позже начальник Новосибирского метрополитена Аркадий Чмыхайло сообщил, что они будут сформированы из собственного парка в электродепо ТЧ-1 «Ельцовское».
Новосибирский метрополитен также предполагалось укомплектовать новыми вагонами типа «И», как раз в то время они проходили испытания. Тем не менее, поставить их на линию не удалось — разработка была отменена из-за несоответствия нормам пожарной безопасности, а также недоработки тири́сторно-и́мпульсной системы управления.
В настоящее время инвентарный парк вагонов (типы 81-717/714, 81-717.5/714.5, 81-717.5М/714.5М, 81-717.5Н/714.5Н, 81-540.2Н/541.2Н) составляет 104 единицы (26 составов по четыре вагона). 46 вагонов были произведены Ленинградским вагоностроительным заводом им. Егорова. Остальная часть — ещё двумя производителями: Мытищинским заводом и ОЭВРЗ.
Первые вагоны для метрополитена прибыли в электродепо «Ельцовское» 29 июля 1985 года. Они прибыли из Харькова по железной дороге. Все 54 привезённых тогда вагона были изготовлены в том же 1985 году двумя заводами: Мытищинским заводом и Ленинградским вагоностроительным заводом им. Егорова. Перед запуском метрополитена из них были сформированы составы из 4 вагонов и с открытием метро они начали курсировать по линии. В 1987 году Ленинградский вагоностроительный завод им. Егорова выпустил для Новосибирского метрополитена ещё 2 трёхвагонных электропоезда, впоследствии дополненные вагоном и ставшие «полноценными». В 1990 году прибыл ещё один поезд. А в следующем году в город были привезены последние поезда, выпущенные в советскую эпоху для Новосибирского метрополитена. Оба поезда изготовил также Ленинградский вагоностроительный завод имени Егорова.
В постсоветской России поезда начали поставляться для метрополитена с 1992 года. Тогда предприятие получило сразу два трёхвагонных электропоезда. Перед выходом на линию один из составов был переформирован в четырёхвагонный, а другой стал на долгое время подменным поездом. В 2001 году для метро была закуплена очередная партия из пяти вагонов (два головных и 3 промежуточных), образовавшая четырёхвагонный электропоезд. А один из прибывших вагонов включили в состав подменного поезда — с тех пор он самостоятельный.
В период с 2006 года по май 2007 года метрополитен, согласно конкурсу 2005 года, получил от «Метровагонмаша» четырёхвагонный метропоезд с раздельными антивандальными сидениями в вагонах. В следующем, 2008 году, в город для метрополитена прибыли новая дрезина-мотовоз и ещё один электропоезд из четырёх вагонов. В ноябре 2010 года метрополитен получил от ОЭВРЗ новый состав из двух головных и двух промежуточных вагонов (тип 81-714/717). С конца декабря 2010 года состав курсирует по обеим линиям.
Весной следующего года предприятие объявило открытый конкурс на поставку восьми вагонов типа 81-540.2Н/541.2Н. Конкурс выиграло Санкт-Петербургское ЗАО «Вагонмаш» (бывший Ленинградский вагоностроительный завод имени И. Е. Егорова). Оно получило от Новосибирского метрополитена 87,5 млн рублей предоплаты за 8 вагонов. Эксплуатация новых вагонов должна была начаться с нового, 2012 года. Однако у завода возникли финансовые проблемы и заказ из 8 вагонов не был в итоге выполнен. Всего же с «Вагонмаша» метрополитен требовал через суд 126,9 млн рублей: из них 87,5 млн рублей составляла предоплата (по договору от мая 2011 года), ещё 35 млн — неустойка, а также 4 миллиона рублей — проценты, начисленные на эту сумму. Состоявшееся в октябре заседание суда постановило сделку разорвать и выплатить в пользу метрополитена полагающийся задаток (87,5 млн рублей) и неустойку (51,8 млн рублей).
В дальнейшем Новосибирский метрополитен не планирует покупать новые вагоны у «Вагонмаша». Основным поставщиком вагонов для него теперь стал ОЭВРЗ. В начале 2013 года петербургский завод, в рамках заключённого соглашения, поставил метрополитену первые 4 вагона, которые были выкуплены у ЗАО «Вагонмаш» и дособраны на ОЭВРЗ. В течение первого квартала 2013 года завод должен построить для Новосибирского метрополитена ещё восемь новых вагонов: два головных и шесть промежуточных.
В перспективе по Дзержинской линии власти планируют запустить поезда с дистанционным управлением.
31 августа 2022, к поездам из 4 вагонов, частично добавлены пятые вагоны/два поезда, это обеспечит увеличение провозной способности метро от Площади Маркса/левый берег, более 50 тыс. пассажиров ежедневно.

### Перспективы обновления подвижного состава
К 2031 году планируется заменить 56 вагонов; также заявлено, что в процессе обновления будут сформированы пятивагонные составы. Новый подвижной состав первоначально планировалось закупать в Беларуси, однако затем появились планы по приобретению электропоездов модели «Балтиец», эксплуатирующейся в Петербургском метрополитене, первый из которых получил название «Ермак».
20 июня 2025 года 32 машиниста Новосибирского метрополитена прошли обучение по управлению поездами нового поколения в электродепо «Автово» Петербургского метрополитена.
Начало эксплуатации «Ермака» запланировано на четвёртый квартал 2025 года.

### Специальные поезда и вагоны
- Поезд IKEA — С 7 ноября 2008 года по 2009 год в метрополитене курсировал поезд, оформленный дизайнером IKEA. Снаружи, на дверях поезда, имелись лишь наклейки с логотипом компании. Интерьер же каждого из четырёх вагонов повторял дизайн IKEA: стены, обивка диванов. Даже на окнах в вагонах были установлены занавески[137].
- Поезд с панорамами города — В июне 2009 года был запущен электропоезд, оформленный ко Дню города. На стенах вагона были размещены фотографии станций метро и панорам Новосибирска[138].

- Поезда-музеи:
- Экспозиция «Новониколаевск — Новосибирск» — 28 декабря 2010 года на Дзержинскую линию вышел четырёхвагонный поезд-музей. В каждом из вагонов описан определённый период из истории города: «Так начинался Новосибирск» (1893—1920), «Будни великих строек» (1920—1940), «Город, войною опалённый» (1941—1975), «Новосибирск, устремлённый в будущее» (1976 — настоящее время)[139]. Последний был приурочен к 25-летнему юбилею метрополитена[140].

- Экспозиция истории Академгородка — В конце 2011 года один из вагонов поезда-музея («Новосибирск, устремлённый в будущее») был переоформлен. Новой темой стала история Новосибирского Академгородка, начиная с его появления в 1957 году. Внутри вагона были размещены архивные фотографии, фотопортреты учёных и интересные факты из истории Академгородка.
- Экспозиция Новосибирской ГТРК — В июле 2012 года в вагоне поезда-музея была открыта экспозиция, посвящённая 55-летнему юбилею Новосибирской ГТРК. В историческом вагоне присутствовали в том числе и фотографии первых работников телестудии.
- Экспозиция к юбилею филармонии и области — В октябре 2012 года в передвижном поезде-музее была открыта новая экспозиция, приуроченная к 75-летию региона и Новосибирской государственной филармонии. В вагоне, посвящённом филармонии, присутствовали большие фотографии Новосибирского академического симфонического оркестра: под управлением дирижёра Арнольда Каца (1990 года) и современные — с главным дирижёром Гинтарасом Ринкявичусом. В другом вагоне поезда (тема «Годы великих строек»), размещавшем до этого хронику 1920-х годов, было также произведено переоформление. Теперь в нём представили хронику следующего десятилетия: фото крайисполкома, стоквартирного дома, пассажиров первого трамвая в городе, купола будущего оперного театра и портреты тогдашнего городского руководства.

- Экспозиция «Наш Покрышкин» — 1 марта 2013 года в третьем вагоне поезда-музея была открыта экспозиция, посвящённая 100-летию маршала и Трижды Героя Советского союза, прославленного лётчика Александра Покрышкина. До этого в вагоне был зал о Великой Отечественной войне[145].
- Вагон о мини-футбольном клубе «Сибиряк» — 7 мая 2012 года в метро был запущен электропоезд с вагоном, посвящённым мини-футбольному клубу «Сибиряк». В вагоне была размещена информация об истории клуба, детско-юношеской спортивной школе, игроках клуба, ближайших матчах и тренерском штабе[146].
- Вагон с фотографиями сирот — В начале ноября 2012 года на Ленинскую линию вышел вагон, стены которого оформлены 55 фотографиями детей-сирот до 15 лет, находящимися в доме малютки и детских домах. Фотографии были снабжены контактными телефонами. В случае усыновления, по словам организаторов акции, фотографию поменяют на другую[147].
- Экспозиция «#СвоихНеБросаем!» — 10 февраля 2023 года в рамках акции «Герои с нашего двора», действующей в 2017 года[148], на станции «Площадь Гарина-Михайловского» был запущен поезд с изображением ветеранов боевых действий в Афганистане и на Северном Кавказе. Проект посвящён поддержке участников вторжения России на Украину[149].

## Инженерный корпус
Инженерный корпус Новосибирского метрополитена расположен по адресу: улица Серебренниковская, дом 34. Рядом с корпусом находится станция метро «Площадь Ленина». Внутри здания — штаб-квартира предприятия МУП «Новосибирский метрополитен» (бывшее управление Новосибирского метрополитена).
Девятиэтажное здание инженерного корпуса является центром управления работой метрополитена. Корпус начал строиться из сборных панелей на месте деревянных домов начиная с 1983 года коллективом Сибакадемстроя. Холл и фасад здания отделаны мрамором. В июле 1985 года корпус был сдан для монтажа оборудования, а 28 декабря 1985 года, вместе с первым пусковым участком метрополитена, корпус был принят Государственной комиссией в эксплуатацию.
В здании имеются: ситуационный центр, диспетчерский зал поездных диспетчеров (один на обе действующие линии), управления санитарно-техническими устройствами, эскалаторами, устройствами электроснабжения. В инженерном корпусе также находятся устройства диспетчерской централизации систем регулирования движения поездов, линейно-аппаратный зал устройств связи, автоматическая телефонная станция. Кроме того, здесь расположены отраслевые технологические пункты по проверке, регулировке и ремонту различной аппаратуры, а также инженерно-технический персонал служб и персонал управления метрополитена. С тоннелями корпус связан технологическим каналом.

## Начальники метрополитена
- Октябрь 1984 года. Приказом министра МПС СССР первым начальником ещё тогда строящегося Новосибирского метрополитена назначается Герой Социалистического труда Юрий Сергеевич Лелеков (19.04.1930—23.03.1988), награждённый тремя орденами: Ленина, Трудового Красного Знамени, «Знак Почёта». 3 августа 2007 года на фасаде здания управления метрополитеном ему была открыта мемориальная доска[151][152].
- Март 1988 года. Новым начальником метрополитена был назначен Владимир Иванович Дёмин (р. 02.07.1934): Заслуженный работник транспорта Российской Федерации, Почётный железнодорожник, Почётный работник транспорта Российской Федерации. Награждён медалью «За доблестный труд»[153].
- Апрель 2001 года. Начальником МУП «Новосибирский метрополитен» стал Владимир Михайлович Кошкин (р. 05.07.1951)[39].
- Май 2015 года. Начальником новосибирского метро стал ранее занимавший пост первого заместителя мэра Новосибирска Андрей Ксензов[154].
- Апрель 2017 года. Начальником стал Аркадий Чмыхайло, генерал-майор, ранее начальник службы безопасности метрополитена[155].

## Перспективы

### Современные планы развития
В ближайших планах развития Новосибирского метрополитена — открытие станции «Спортивная» к началу хоккейного сезона КХЛ - 5 сентября 2025 года, сроки многократно переносились. Дата запуска станций «Гусинобродская», «Волочаевская» (обновлённое проектное название которой — «Молодёжная») и «Площадь Станиславского» неизвестна.
Согласно генплану города, к 2050 году планируется построить 32 станции на 3 линиях метрополитена, длина которых составит около 67 километров, будет 4 депо.
В 2024 году озвучены планы по 2030 год — на первом этапе должна быть продлена Дзержинская линия. На станции «Золотая Нива» должен появится перекрестный съезд. Следующая станция — «Гусинобродская». Ещё одна обязательная точка — это строительство Волочаевского метродепо. На втором этапе строительства — продление Ленинской линии в западной части города, третий — продление Ленинской линии в правобережной части города — станция «Северная», строительство которой планируется в районе бывшего городского аэропорта.

### Старые планы развития
Согласно Генеральной схеме развития метрополитена города Новосибирска, разработанной Новосибметропроектом на основании Постановления Совета Министров СССР от 30.03.1981 № 312, в городе должно было быть построено пять линий метрополитена с 53 станциями общей протяжённостью 90,5 км.
| № | Наименование линии | Длина, км | Количество станций реально (по проекту) | Районы размещения                                                 |
| - | ------------------ | --------- | --------------------------------------- | ----------------------------------------------------------------- |
|   | Ленинская          | 20,5      | 8 (15)                                  | Заельцовский, Центральный, Октябрьский, Кировский, Ленинский      |
|   | Дзержинская        | 14,7      | 5 (8)                                   | Железнодорожный, Центральный, Дзержинский, Октябрьский, Ленинский |
|   | Кировская          | 13,6      | 0 (8)                                   | Ленинский, Кировский                                              |
|   | Первомайская       | 21,1      | 0 (12)                                  | Дзержинский, Центральный, Октябрьский, Первомайский               |
|   | Октябрьская        | 21,2      | 0 (10)                                  | Заельцовский, Калининский, Дзержинский, Октябрьский               |

В 1993 году Генеральная схема развития Новосибирского метрополитена была скорректирована. Предложения по коррекции схемы в основных чертах могут быть сведены к следующим:
- Объединение Кировской и Дзержинской линии в связи с отказом от жилого строительства в районе Затона;
- Объединение северного участка Октябрьской линии с Первомайской линией при отказе от строительства южной части Октябрьской линии;
- Изменения в трассировке вылетных участков линий метро для приведения их в соответствие с текущими планами развития города.

Таким образом, если бы не двойное пересечение Ленинской и объединённой Кировской-Дзержинской линий, схема превращалась в классический для советских городов «треугольник».
Значительные изменения предполагаемая сеть метрополитена претерпела после принятия генерального плана Новосибирска в 2008 году. Авторы Генплана предлагали создание разветвлённой системы с кольцевой линией метрополитена, включающей два новых мостовых перехода через реку Обь.
В 2011—2012 годах на общественных слушаниях были утверждены проекты планировки районов Новосибирска, в которых заложена возможность строительства станций метро. Так, станции «Каменская», «Октябрьская» (пересадочная), «Никитинская», «Инюшенский бор», «Камышенская» и «Инская» перспективной Первомайской линии расположатся в Октябрьском районе, а станции «Дворец культуры им. Чкалова» и «Сад Дзержинского» — в Дзержинском районе. Станции «Громовская» и «Чемская» перспективной Кировской линии планируются к строительству в одноимённом районе на улице Петухова.
12 июля 2013 года Государственная экспертиза одобрила проект двух новых станций Дзержинской линии и депо, которое расположится на месте Гусинобродского рынка. Предварительная стоимость проекта оценивается властями в 10,6 млрд рублей.

## Новосибирский метрополитен в культуре

### Видеоигры
В Новосибирском метрополитене разворачиваются действия некоторых видеоигр.
- В дополнении (моде) «Metrostroi Subway Simulator»[170] к игре «Garry’s Mod» в Steam есть целиком воссозданная Дзержинская линия с работающей на ней основным средством сигнализации АЛС-АРС без автостопов и защитных участков, при которой все светофоры автоматического действия нормально погашены[171][172] с исключением для подвижного состава с неисправными/необорудованными/отключёнными устройствами АЛС-АРС, которому, в связи с тем, что стандартно применяющийся на линии синий сигнал на светофорах полуавтоматического действия (располагающихся близ путевого развития) является для него запрещающим, требуется включение светофоров автоблокировки[173]. На карте присутствует ошибка с путевым развитием: при отправлении с одной из конечных станций — «Золотая Нива» по I главному пути игрок проезжает через перекрёстный съезд, которого в реальности, согласно схеме путевого развития, нет[174]. Линия функционирует в виде аддона в Steam Workshop и разработана «игроками-энтузиастами». Дополнение отличается от других компьютерных симуляторов поезда высокой реалистичностью[175].
- В игре Metro Exodus и её сюжетном дополнении «Два полковника» часть действия происходит в новосибирском метро.

## Критика
По сообщению издания BFM.ru, цитирующее депутата горсовета Георгия Андреева, две станции Новосибирского метрополитена — «Берёзовая роща» и «Золотая Нива» с момента открытия работают вопреки запрету МУП «УЗСПТС» на их ввод в эксплуатацию Управлением архитектурно-строительной инспекции мэрии.

## Фотогалерея станций

### Ленинская линия
- Станция «Площадь Маркса»
- Станция «Студенческая»
- Станция «Речной вокзал»
- Станция «Октябрьская»
- Станция «Площадь Ленина»
- Станция «Красный проспект»
- Станция «Гагаринская»
- Станция «Заельцовская»

### Дзержинская линия
- Станция «Площадь Гарина-Михайловского»
- Станция «Сибирская»
- Станция «Маршала Покрышкина»
- Станция «Берёзовая роща»
- Станция «Золотая Нива»

### Комментарии
1. ↑  после Московского, Ленинградского и Горьковского
2. ↑  после Московского, Ленинградского (позже — Петербургского), Киевского, Тбилисского, Бакинского, Харьковского, Ташкентского, Ереванского, Минского и Горьковского (позже — Нижегородского)
3. ↑  после Московского, Петербургского, Киевского, Ташкентского, Харьковского, Минского, Бакинского, Тбилисского, Нижегородского и Казанского